# Wissenschaftliche Veröffentlichungen der Deutschen Orient-Gesellschaft
Die Wissenschaftlichen Veröffentlichungen der Deutschen Orient-Gesellschaft (WVDOG) ist eine seit 1900 erscheinende Reihe von Publikationen zu archäologischen Forschungsprojekten, die im Namen oder unter Beteiligung der Deutschen Orient-Gesellschaft stattgefunden haben. Letztere hat Anfang des 20. Jahrhunderts zahlreiche große deutsche Forschungsprojekte finanziert, so wurden die WVDOG zum Hauptpublikationsorgan unter anderem für die archäologischen Ausgrabungen in Assur, Babylon, Habuba Kabira, Ḫattuša, Mumbaqat und Tell el-Amarna.
Von 1900 bis 1941 sind 61 Monographien erschienen, dann wurde die Reihe unterbrochen und erst 1957 wieder aufgenommen.